# Bigbang is V.I.P
"Bigbang is V.I.P" hay "La La La" là album đĩa đơn thứ hai của ban nhạc nam Hàn Quốc Big Bang và được phát hành bởi hãng thu âm YG Entertainment vào ngày 28 tháng 9 năm 2006. Album bao gồm bốn bài hát mới do chính thành viên G-Dragon viết lời còn Perry hòa âm phối khí. Track chủ đạo "La La La" được tất cả các thành viên cùng nhau hợp tác viết lời, với các đoạn lấy từ bài hát nhạc hiệu chương trình truyền hình thực tế của YG. Album còn kèm theo một VCD bao gồm MV của các bài hát trong album đĩa đơn đầu tay của Big Bang cùng các video clip tự quay.

## Danh sách track
| STT              | Nhan đề                                          | Phổ lời          | Phổ nhạc              | Hòa âm             | Thời lượng |
| ---------------- | ------------------------------------------------ | ---------------- | --------------------- | ------------------ | ---------- |
| 1.               | "La La La"                                       | Big Bang         | Perry                 | Perry              | 3:00       |
| 2.               | "Ma Girl" (Taeyang hợp tác với G-Dragon & T.O.P) | G-Dragon         | Israel Dwaine Cruz    | Israel Dwaine Cruz | 3:52       |
| 3.               | "V.I.P"                                          | Big Bang         | G-Dragon, Kim Do Hyun | Kim Do Hyun        | 3:04       |
| 4.               | "La La La" (Nhạc khí)                            |                  | Perry                 | Perry              | 3:00       |
| Tổng thời lượng: | Tổng thời lượng:                                 | Tổng thời lượng: | Tổng thời lượng:      | Tổng thời lượng:   | 12:56      |

## Diễn biến xếp hạng
| Bảng xếp hạng     | Vị trí cao nhất | Doanh thu |
| ----------------- | --------------- | --------- |
| Tháng 9 năm 2006  | 8               | 21.000    |
| Tháng 10 năm 2006 | 19              | 26.521    |
| Tháng 11 năm 2006 | 40              | 28.195    |
| Tháng 12 năm 2006 | 46              | 30.101    |
| Cuối năm 2006     | 44              | 30.101    |
| Tháng 1 năm 2007  | 46              | 31.361    |
| Tháng 2 năm 2007  | 40              | 32.503    |